# Георг Гессен-Дармштадтський
Георг Людвіг Гессен-Дармштадтський (нім. Georg von Hessen-Darmstadt, 25 квітня 1669 — 14 вересня 1705) — принц Гессен-Дармштадтський, віцекороль Каталонії у 1698–1701, головнокомандувач австрійською армією під час Війни за іспанську спадщину (1701–1705), губернатор Гібралтару у 1704.

## Біографія

### Ранні роки
Георг народився 25 квітня 1669 року у Дармштадті. Він був другою дитиною в родині ландграфа Гессен-Дармштадтського Людвіга VI та його другої дружини Єлизавети Доротеї Саксен-Гота-Альтенбурзької. В сім'ї вже ріс його рідний старший брат Ернст Людвіг, а також шестеро дітей батька від першого шлюбу. Батько помер за день до його дев'ятиріччя і подальшим вихованням займалася матір.
1686 року він здійснив традиційний Великий тур Францією, де володарював тоді Людовик XIV, та Швейцарським союзом.
Оскільки правлячий брат принца Ернст Людвіг був досить молодим, шансів стати ландграфом Георг мав не так багато. Тож він вирішив присвятити себе військовій справі.

### Військова кар'єра
Під час турецької війни бився з турками командуванням Євгенія Савойського. Брав участь у битві при Могачі у серпні 1687. У 1688 році 19-річний Георг став полковником.
Згодом приєднався до війська Вільгельма Оранського і брав участь у його ірландській кампанії 1690 року. У 1692 — приєднався до австрійської армії, де отримав звання генерал-фельдмаршала. Під час Дев'ятирічної війни воював на боці Аугсбургського альянсу.
У 1695 році був посланий імператором Леопольдом I до Іспанії на чолі 2,000 німецьких вояків з метою допомогти Каталонії в боротьбі проти французів у ході Дев'ятирічної війни. 1697-го очолював захист Барселони, яку взяли в облогу французькі війська під командуванням Луї Жозефа де Вандома з суходолу і адмірала Віктора-Марі д'Естре з моря. Після 52 днів оборони місто здалося за вказівкою з Мадрида і всупереч волі Георга.
Після війни він був вшанований в Іспанії і зроблений лицарем ордену Золотого руна у тому ж 1697 році. Після відходу французьких військ став віце-королем Каталонії і в документах записувався як Хорхе Дармштадтський. Деяке знання каталанської мови і низка проведених ним реформ зробили принца дуже популярним серед народу. 1699 року його було призначено генералом кавалерії.
У 1700 році помер король Іспанії Карл II, не залишивши прямих нащадків і вказавши наступником свого внучатого племінника, Філіпа V Анжуйського з династії Бурбонів. Габсбурги бажали бачити на іспанському престолі представника свого роду.
Георга було замінено на про-бурбонського віце-короля Луїса Антоніо де Портокарреро, і принц повернувся до Австрії.
Імператор доручив йому вести переговори з Англією та Португалією щодо підтримки претензій свого сина Карла на трон Іспанії. Після початку військових дій у Війні за іспанську спадщину Георга було призначено головнокомандуючим австрійських сил у підтримці ерцгерцога Карла в Іспанії. У 1704 році із 1800-ма вояками, переважно англійськими і голанськими морськими піхотинцями захопив фортецю Гібралтар.
У 1705 році пішов з Гібралтару і очолив захоплення Барселони. Був убитий 14 вересня 1705 року в битві за Монжук.
Тіло принца було забальзамовано і поховано у церкві es:Església dels Josepets de Gràcia. Його серце у 1711 році було перевезено до рідного Дармштадту, де і зберігається дотепер у місцевий Stadtkirche.

## Вшанування пам'яті
- На честь Георга названа вулиця Carrer del Príncep Jordi в Барселоні поблизу площі Іспанії в окрузі Сен-Монжуїк.
- В кінці XIX сторіччя йменням принца було названо острів у складі землі Франца-Йосифа. Досьогодні він є Землею Георга. Адміністративно входить до Архангельської області Російської Федерації.